# تپه سوره تو
تپه سوره تو مربوط به دوران‌های تاریخی پس از اسلام است و در شهرستان کامیاران، بخش مرکزی، روستای تیلکوه واقع شده و این اثر در تاریخ ۱۰ مهر ۱۳۸۰ با شمارهٔ ثبت ۴۰۰۶ به‌عنوان یکی از آثار ملی ایران به ثبت رسیده است.